# Luzula pediformis
Luzule penchée
Espèce
Luzula pediformis, la Luzule penchée, est une espèce de plantes à fleurs de la famille des Juncaceae.

## Description
C'est une plante herbacée.

## Systématique
Le nom correct complet (avec auteur) de ce taxon est Luzula pediformis (Chaix) DC..
L'espèce a été initialement classée dans le genre Juncus sous le basionyme Juncus pediformis Chaix.
Ce taxon porte en français le nom vernaculaire ou normalisé suivant : Luzule penchée,,,.
Luzula pediformis a pour synonymes :
- Juncoides nutans (Chaix ex Vill.) Kuntze
- Juncus nutans Chaix
- Juncus nutans Chaix ex Vill.
- Juncus pediformis Chaix
- Luzula nutans (Vill.) Duval-Jouve